# Präsidentschaftswahl in Brasilien 1906

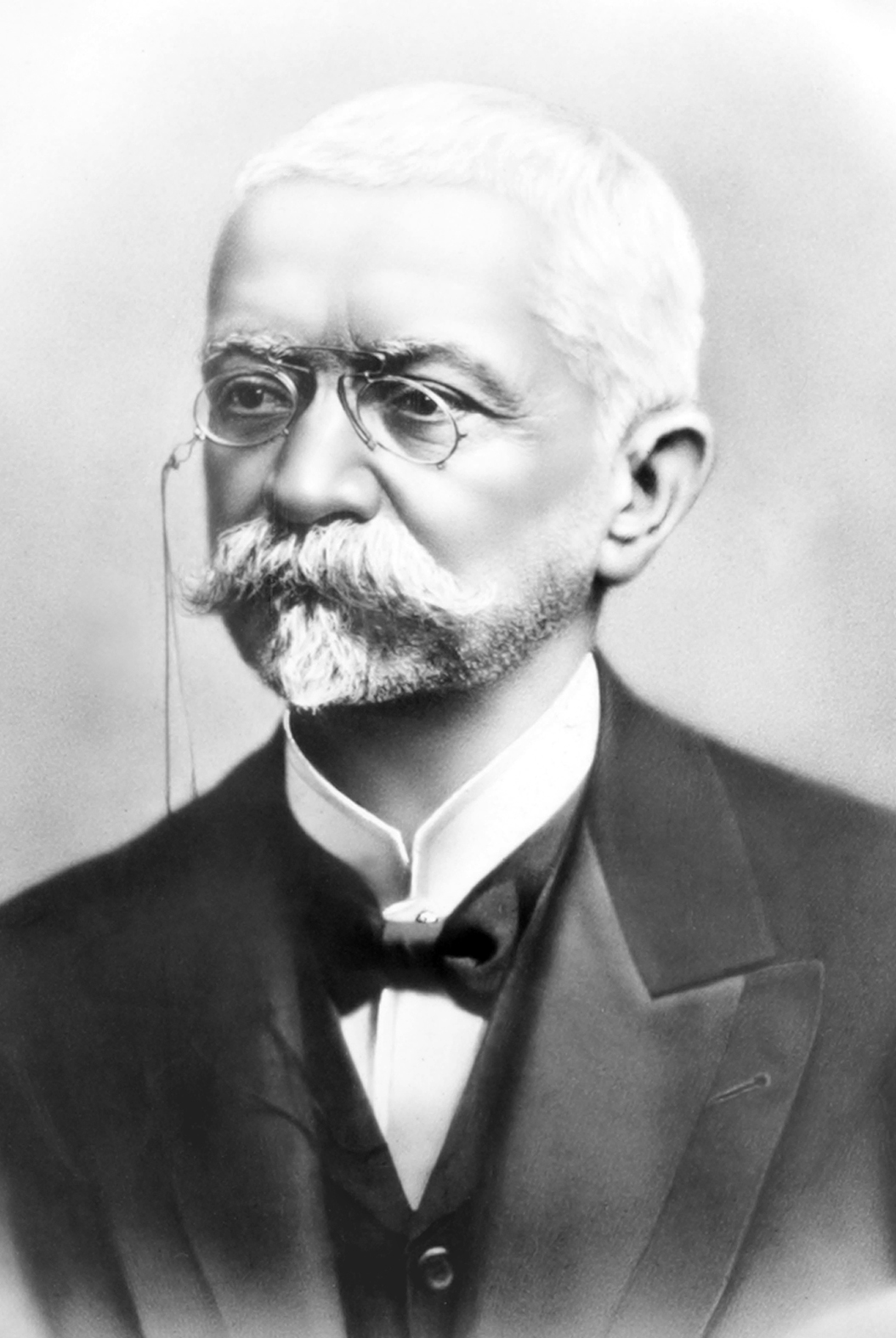
Afonso Augusto Moreira Pena

Die Präsidentschaftswahl in Brasilien 1906 fand am 1. März 1906 statt. Das Ergebnis war ein Sieg Afonso Penas, der der Partido Republicano Mineiro angehörte. Pena erreichte 97,9 % der Stimmen.

## Ergebnisse
| Kandidat                                                                        | Stimmen | %    |
| ------------------------------------------------------------------------------- | ------- | ---- |
| Afonso Pena                                                                     | 288.285 | 97,9 |
| Lauro Sodré                                                                     | 4.865   | 1,7  |
| Ruy Barbosa                                                                     | 207     | 0,1  |
| Manuel Ferraz de Campos Salles                                                  | 95      | 0,0  |
| Severino dos Santos Vieira                                                      | 78      | 0,0  |
| 97 andere Kandidaten                                                            | 871     | 0,3  |
| Ungültige Stimmen                                                               | –       |      |
| Gesamt                                                                          | 294.401 | 100  |
| Quelle: Eleições presidenciais (Memento vom 26. April 2012 im Internet Archive) |         |      |

Pena wurde der Nachfolger von Francisco de Paula Rodrigues Alves. 